# Semiothisa novaria
Semiothisa novaria är en fjärilsart som beskrevs av Fawcett 1916. Semiothisa novaria ingår i släktet Semiothisa och familjen mätare. Inga underarter finns listade i Catalogue of Life.